# Le Houga
Le Houga ist eine französische Gemeinde mit 1.186 Einwohnern (Stand 1. Januar 2022) im Département Gers in der Region Okzitanien; sie gehört zum Kanton Grand-Bas-Armagnac im Arrondissement Condom. Die Einwohner heißen wegen des gaskognischen Namens Folgariens.

## Geografie
Le Houga liegt in der historischen Region Armagnac im Herzen der Gascogne an der Grenze zum Département Landes, etwa zwölf Kilometer nordöstlich von Aire-sur-l’Adour. Das Gemeindegebiet wird vom Flüsschen Gioulé durchquert, das zum Adour entwässert, im Norden verläuft der Ludon zum Midou.

## Bevölkerungsentwicklung
| Jahr                       | 1962 | 1968 | 1975 | 1982 | 1990 | 1999 | 2007 | 2020 |
| Einwohner                  | 1162 | 1182 | 1124 | 1173 | 1166 | 1101 | 1129 | 1158 |
| Quellen: Cassini und INSEE |      |      |      |      |      |      |      |      |

## Sehenswürdigkeiten
- Kirche Saint-Pierre mit dem 31 Meter hohen oktogonalen Turm
- Kirche Saint Aubin, Monument historique[1]
- Romanische Kirche in der Ortschaft Toujun
- Stierarenen
- Stele zum Andenken an Paul Lacôme d’Estalenx

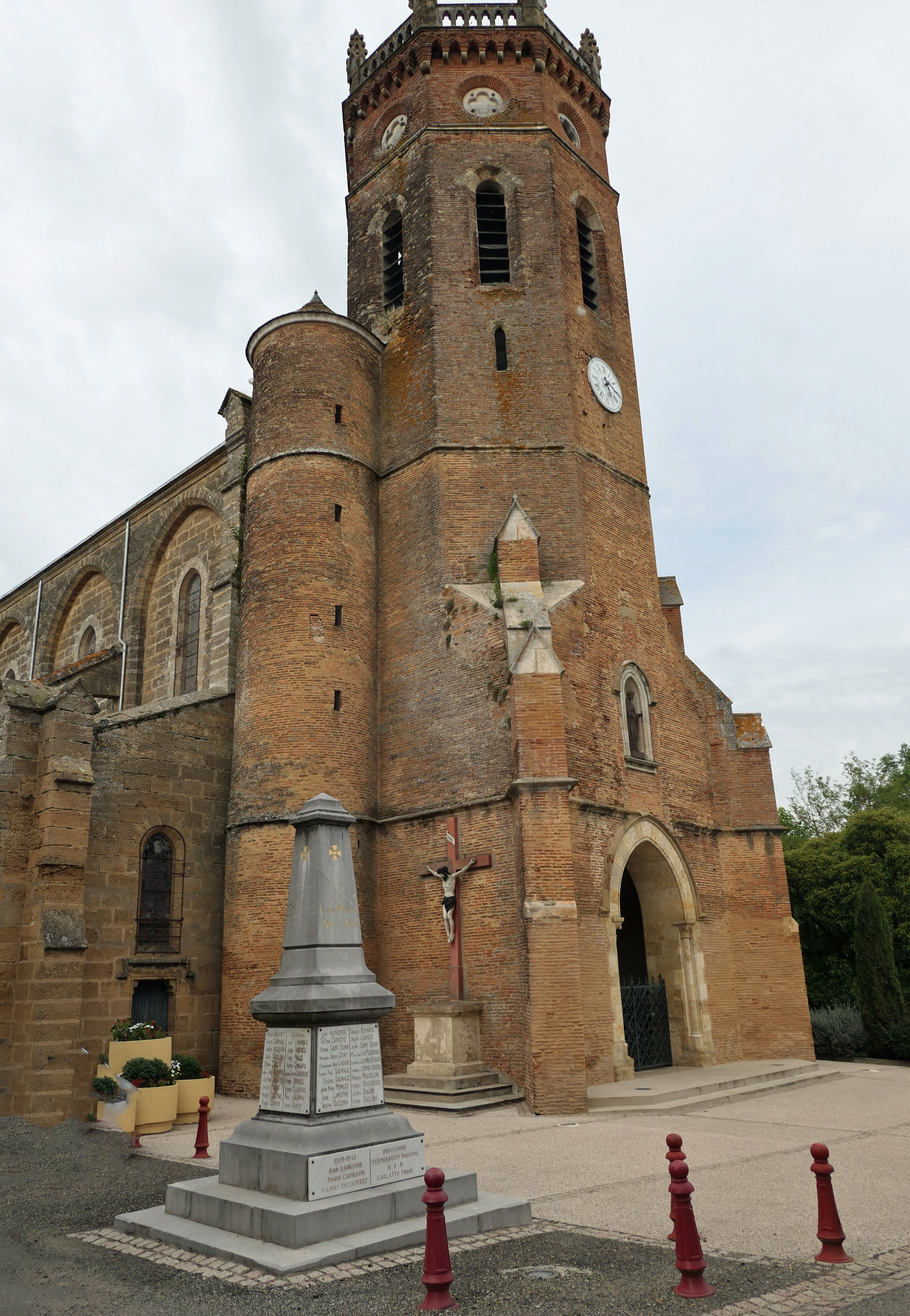
Kirche Saint-Pierre
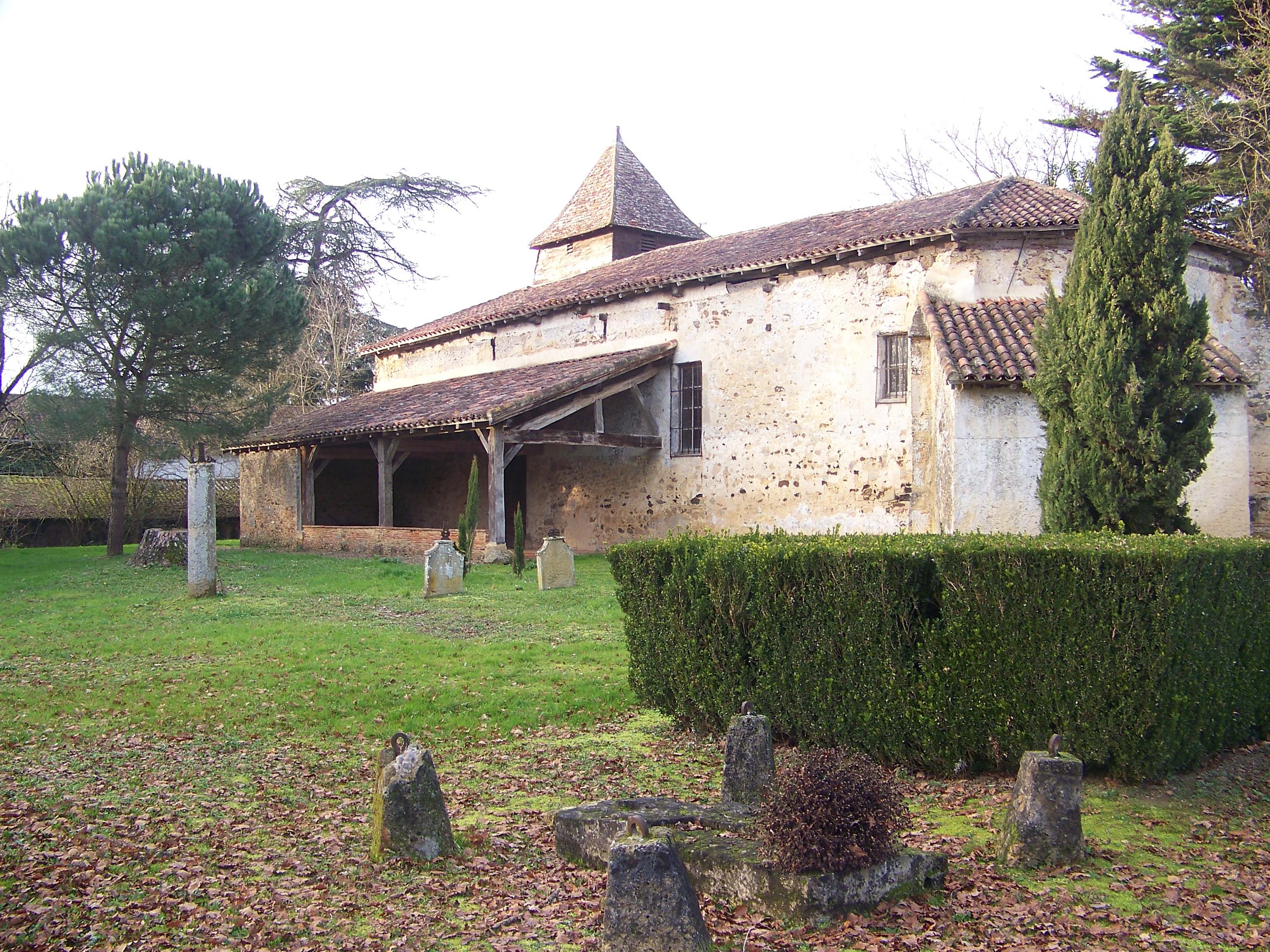
Kirche Saint-Aubin

## Persönlichkeiten
- Pierre-Sébastien Laurentie (1793–1876), Journalist und Historiker
- Paul Lacôme d'Estalenx (1838–1920), Komponist und Musikkritiker
- Joseph Lasies (1862–1927), Politiker
- Joseph de Pesquidoux (1869–1946), Schriftsteller
- Julien Péridier (1882–1967), Elektroingenieur und Astronom

## Belege
1. ↑  Kirche Saint-Aubin